# ВУБ
ВУБ (Висока школа за услужни бизнис) у Сокоцу је акредитована високошколска установа у којој се студијски програм одвија у трогодишњем и четверогодишњем трајању и у складу са Болоњском конвенцијом. Основана је 2007. године и налази се у Сокоцу.

## Студије

### Студијски програм у трогодишњем трајању
Основне студије првог циклуса – 180 ЕЦТС трају шест семестара и обухватају студијски програм:
- Предузетништво и финансије,
- Јавна управа и безбједност,
- Пословна информатика.

### Четверогодишње трајање
Основне студије првог циклуса – 240 ЕЦТС трају осам семестара, а настава се изводи из следећих студијских програма:
- Политичке науке,
- Економија и пословање,
- Право.

## Наставници
Наставни програм реализује 15 доктора, 6 магистара и 1 професор страних језика. Поред професора ангажованих на Високој школи, предавања обављају и гостујући професори из области привреде, економије, спорта и здравства.

## Дипломе
Стручни назив који се стиче завршавањем првог циклуса додипломских студија у четверогодишњем
трајању (240 ЕЦТС) је:
- Дипломирани економиста - смјер предузетничка економија,
- Дипломирани правник - смјер национална безбједност,
- Дипломирани правник - смјер управни послови.

Стручни назив који се стиче завршавањем првог циклуса додипломских студија у трогодишњем трајању (180 ЕЦТС) је:
- Дипломирани менаџер предузетничке економије,
- Дипломирани менаџер пословних финансија,
- Дипломирани менаџер јавне управе,
- Дипломирани менаџер безбједности,
- Дипломирани менаџер пословне информатике,
- Дипломирани менаџер у спорту,
- Дипломирани менаџер у туризму.